# Dreiband-Europameisterschaft 1958

Logo CEB (ausrichtender Verband)

Veranstaltungsort: Cannes

Die Dreiband-Europameisterschaft 1958 war das 16. Turnier in dieser Disziplin des Karambolagebillards und fand vom 27. bis zum 30. März 1958 in Cannes an der Côte d’Azur statt.

## Geschichte
In der perfekt organisierten Europameisterschaft konnte sich mit Johann Scherz erstmals ein Österreicher den Titel eines Dreiband-Europameisters sichern. Er gab nur einen Punkt gegen den Portugiesen Joao Pereira ab. Ansonsten beherrschte er das Turnier und gewann den Rest der Partien. Wieder einmal nur Zweiter wurde der beste Deutsche Dreibandspieler August Tiedtke. Dritter wurde der belgische Titelverteidiger René Vingerhoedt. Mit 1,724 stellte er aber einen neuen Europarekord in besten Einzeldurchschnitt (BED) auf. An allen Tagen meldete der Veranstalter der Europameisterschaft ausverkauftes Haus.

## Modus
Gespielt wurde „Jeder gegen Jeden“ bis 50 Punkte mit Nachstoß/Aufnahmegleichheit.

## Abschlusstabelle

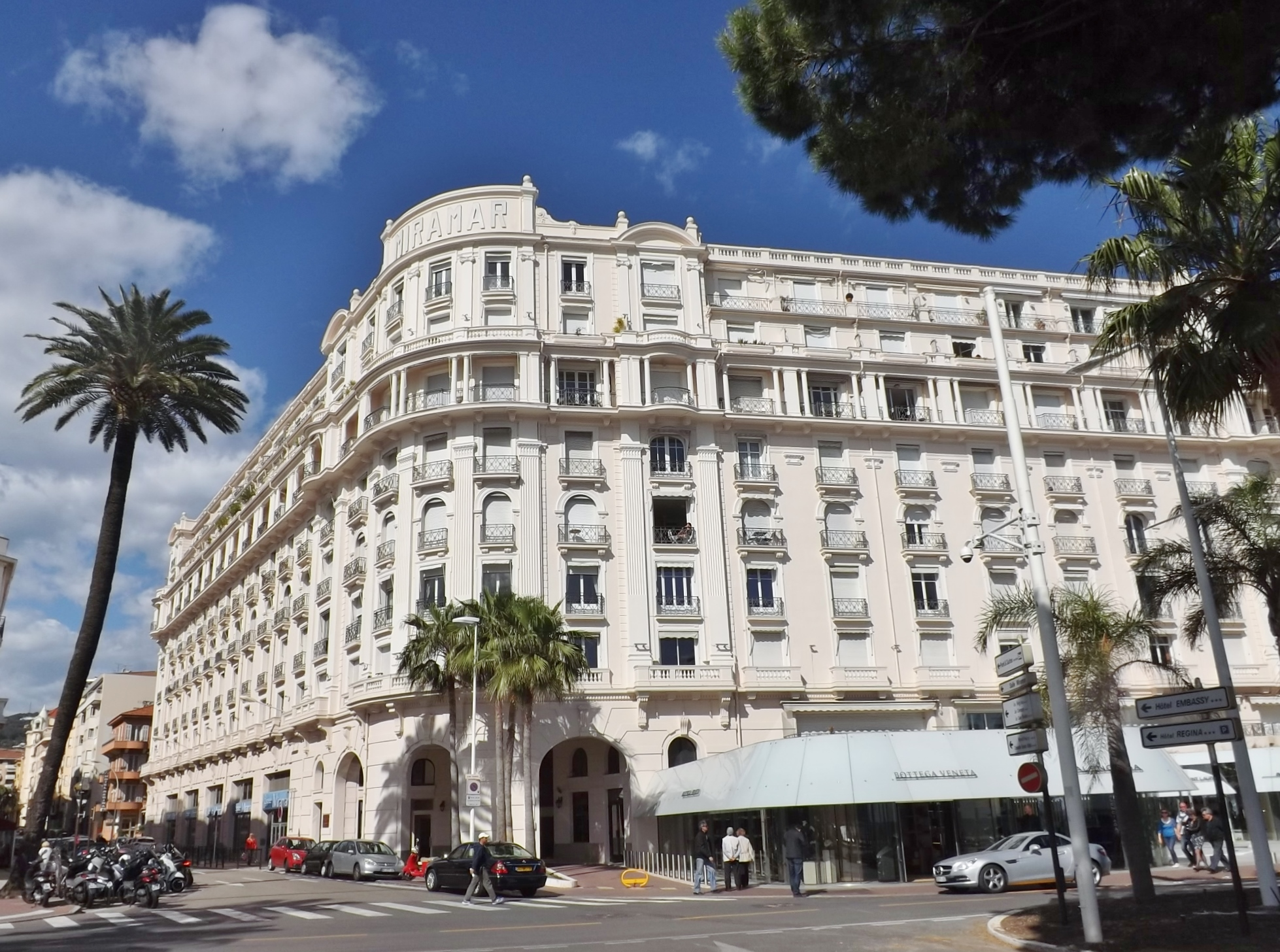
Palais Miramar, Cannes

| MP    | Match Points (Sieger = 2; Unentschieden = 1; Verlierer = 0) |
| Pkte. | Erzielte Karambolagen                                       |
| Aufn. | Benötigte Versuche                                          |
| GD    | Generaldurchschnitt                                         |
| BED   | Bester Einzeldurchschnitt eines Spielers                    |
| HS    | Höchstserie                                                 |
|       | Bester GD des Turniers                                      |
|       | Bester ED des Turniers                                      |
|       | Beste HS des Turniers                                       |
|       | 1. Platz (Gold)                                             |
|       | 2. Platz (Silber)                                           |
|       | 3. Platz (Bronze)                                           |

| Endklassement              | Endklassement    | Endklassement | Endklassement | Endklassement | Endklassement | Endklassement | Endklassement |
| Platz                      | Name             | MP            | Pkte.         | Aufn.         | GD            | BED           | HS            |
| -------------------------- | ---------------- | ------------- | ------------- | ------------- | ------------- | ------------- | ------------- |
| 1                          | Johann Scherz    | 15:1          | 400           | 443           | 0,902         | 1,315         | 10            |
| 2                          | August Tiedtke   | 13:3          | 379           | 439           | 0,863         | 1,063         | 8             |
| 3                          | René Vingerhoedt | 11:5          | 374           | 395           | 0,946         | 1,724         | 11            |
| 4                          | Bernard Siguret  | 10:6          | 375           | 473           | 0,792         | 1,162         | 9             |
| 5                          | Roger Hanoun     | 8:8           | 324           | 478           | 0,677         | 0,769         | 4             |
| 6                          | António Ventura  | 6:10          | 324           | 473           | 0,684         | 0,862         | 7             |
| 7                          | Frans Rombouts   | 4:12          | 332           | 517           | 0,642         | 0,781         | 11            |
| 8                          | João Pereira     | 3:13          | 328           | 511           | 0,641         | 0,793         | 7             |
| 9                          | Bert Teegelaar   | 2:14          | 313           | 503           | 0,622         | 0,724         | 7             |
| Turnierdurchschnitt: 0,744 |                  |               |               |               |               |               |               |